# Wojna światów (film 2005)
Wojna światów (ang. War of the Worlds) – film science-fiction produkcji amerykańskiej w reżyserii Stevena Spielberga.
Kolejna adaptacja filmowa (dość swobodna) znanej powieści Wojna światów autorstwa Herberta George’a Wellsa, wydanej po raz pierwszy w 1898 roku.

## Obsada
- Tom Cruise – Ray Ferrier
- Dakota Fanning – Rachel Ferrier
- Justin Chatwin – Robbie Ferrier
- Miranda Otto – Mary Ann Ferrier
- Tim Robbins – Harlan Ogilvy
- Lisa Ann Walter – Sheryl
- David Alan Basche – Tim
- Rick Gonzalez – Vincent
- Yul Vazquez – Julio

## Produkcja
- Montaż – Michael Kahn
- Scenografia – Rick Carter
- Muzyka – John Williams
- Zdjęcia – Janusz Kamiński
- Kostiumy – Joanna Johnston
- Dekoracja wnętrz – Anne Kuljian
- Dyrektor artystyczny – Tony Fanning, Andrew Menzies, Edward Pisoni, Tom Warren
- Casting – Terri Taylor, Debra Zane
- Producent wykonawczy – Paula Wagner(inne języki)

## Fabuła
Ray Ferrier (w tej roli Tom Cruise) to rozwiedziony pracownik portowy, a jednocześnie niezbyt idealny ojciec. Wkrótce po tym, jak jego była żona Mary Ann (Miranda Otto) i jej nowy małżonek wpadają, by zostawić na weekend u niego jego dzieci – nastoletniego Robbiego (Justin Chatwin) i młodszą córkę Rachel (Dakota Fanning) – w mieście rozpętuje się niesamowita burza z piorunami. Już chwilę później na skrzyżowaniu nieopodal swojego domu Ray staje się świadkiem niezwykłego wydarzenia: gigantyczna machina, osadzona na trójnogu, pojawia się nagle z głębi ziemi i zanim ktokolwiek jest w stanie zareagować, maszyna spala wszystko, co tylko wpadnie w zasięg jej dziwnych śmiercionośnych promieni. Nagle ten z pozoru zwyczajny dzień zmienia się w najbardziej niezwykłe wydarzenie całego życia uczestniczących w nim świadków – stają się świadkami ataku kosmitów na Ziemię. Ziemianie stali się celem ataku obcej cywilizacji. Ray, chcąc ocalić dzieci, podejmuje niebezpieczną wyprawę. Nagle musi stanąć na wysokości zadania i zostać tym, kim tak długo starał się nie być – prawdziwym ojcem, który w ekstremalnych warunkach walczy o przetrwanie swojej rodziny.

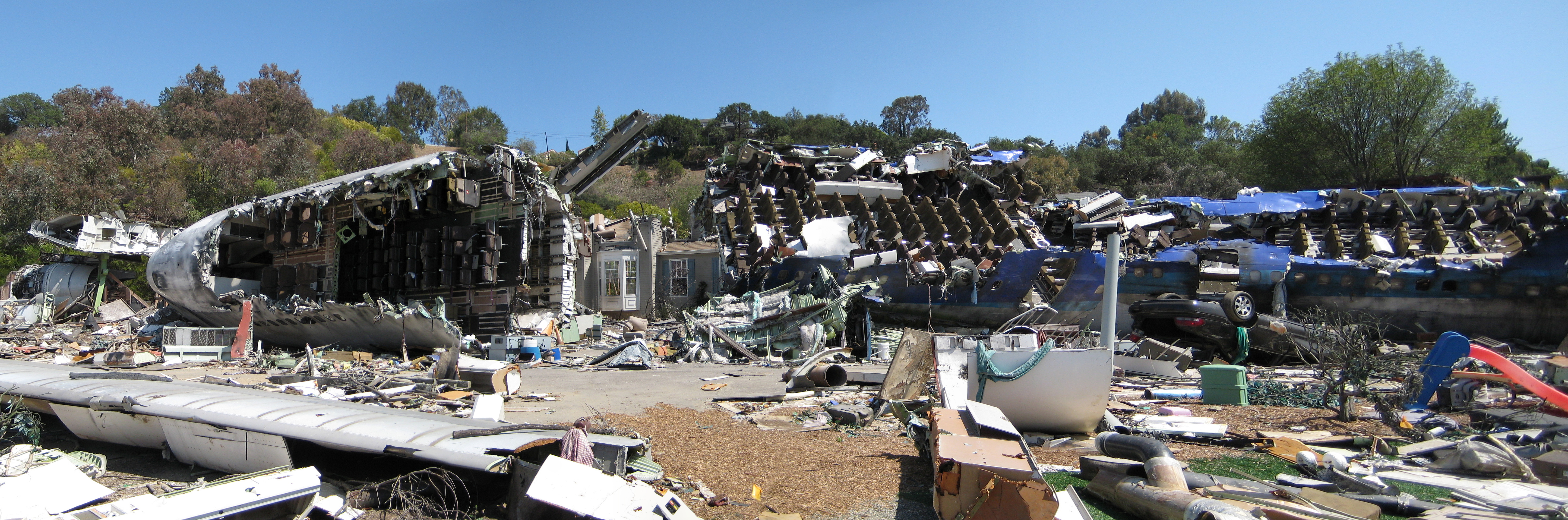
Plan filmowy (sceny po inwazji)